# Pensionskasse des Bundes
Die Pensionskasse des Bundes PUBLICA (französisch Caisse fédérale de pensions PUBLICA, italienisch Cassa pensioni della Confederazione PUBLICA, rätoromanisch Cassa federala da pensiun PUBLICA) ist als Unternehmen eine selbstständige öffentlich-rechtliche Sammeleinrichtung der Schweizerischen Eidgenossenschaft. Es handelt sich um die zweite Säule des Drei-Säulen-Systems der schweizerischen Altersvorsorge für die Mitarbeiter des Bundes.

## Versichertenkreis
Die Kasse betreut insgesamt rund 59'000 versicherte Personen und 44'000 Rentenbeziehende der Bundesverwaltung, des ETH-Bereichs, verschiedener dezentraler Bundesbetriebe und von rund 60 weiteren privatrechtlich oder öffentlich-rechtlich geführten Unternehmen.
Der Kasse können sich Arbeitgeber anschliessen, die dem Bund nahestehen oder öffentliche Aufgaben des Bundes, eines Kantons oder einer Gemeinde erfüllen. Über den Anschluss entscheidet PUBLICA.
Die Kasse führt für die bei ihr versicherten Personen die obligatorische und überobligatorische berufliche Vorsorge gemäss dem Bundesgesetz vom 25. Juni 1982 über die berufliche Alters-, Hinterlassenen- und Invalidenvorsorge (BVG) durch.

## Rechtsgrundlagen
Die rechtlichen Grundlagen bilden das Bundesgesetz über die Pensionskasse des Bundes (SR 172.222.1) und die von der Kassenkommission (oberstes Organ) erlassenen Reglemente. Die Kasse ist bei der Durchführung der berufliche Vorsorge, analog anderer Vorsorgeeinrichtungen, an die zwingenden Vorschriften des Bundesgesetzes über die berufliche Alters-, Invaliden- und Hinterlassenenvorsorge und des Freizügigkeitsgesetzes, Bundesgesetz über die Freizügigkeit in der beruflichen Alters-, Hinterlassenen- und Invalidenvorsorge gebunden.

## Rentenreform
Der Bundesrat hat sich mehrmals mit dem Primatwechsel (vom Leistungs- zum Beitragsprimat) befasst. Mit dem Beitragsprimat sollen sich die Renten nach den geleisteten Arbeitgeber- und Arbeitnehmer-Beiträgen richten. 
Im Januar 2005 erteilte er dem Eidgenössischen Finanzdepartement (EFD) den Auftrag, eine Botschaft zur Totalrevision dieses Gesetzes auszuarbeiten. Diese zielte darauf ab, vom Leistungs- zum Beitragsprimat überzugehen, wobei die Summe der Arbeitgeberbeiträge – gemessen an der versicherbaren Lohnsumme – vergleichbar sein soll mit den bisherigen Aufwendungen des Bundes.
Das Parlament hat am 20. Dezember 2006 der Totalrevision der Pensionskasse des Bundes zugestimmt. Dies bedeutet für die Versicherten Beitragserhöhungen, Renteneinbussen und de facto eine Erhöhung des Rentenalters.
Das Publica-Gesetz war stark umstritten, mussten doch damit die Versicherten mit massiven Verschlechterungen in ihrer Altersvorsorge (bis ca. −50 %) rechnen. Bis anhin (im Leistungsprimat) wurden von den Versicherten monatliche Lohnabzüge als Versichertenprämie dem Lohn abgezogen, allerdings wurden weder diese Beiträge noch die Arbeitgeberbeiträge den einzelnen Versicherten gutgeschrieben – die Gelder verblieben in der Bundeskasse und wurden für anderes ausgegeben. 
Es fehlten mehrere Milliarden Schweizer Franken, um den Primatwechsel voll auszufinanzieren – also den Versicherten die gemäss Beitragsprimat zustehenden Beträge pro Person gutzuschreiben.

## Zusammenschlüsse
Im Dezember 2015 gründete Publica mit sechs weiteren institutionellen Investoren den Schweizer Verein für verantwortungsbewusste Kapitalanlagen. Seit Anfang Dezember 2020 ist Publica Mitglied von vier weiteren Netzwerken, die sich für nachhaltige Investitionen engagieren: Principles for Responsible Investment, Institutional Investor Group on Climate Change, Climate Action 100+ und Montréal Carbon Pledge.